# Cassandra Korhonen
Maria Cassandra Hannele Korhonen (Västerås, 1º gennaio 1998) è una calciatrice svedese, attaccante del Servette Chênois.

## Palmarès
- Campionato portoghese: 1

Benfica: 2021-2022
- Campionato svizzero: 1

Servette Chênois: 2023-2024
- Coppa Svizzera: 1

Servette Chênois: 2023-2024